# Okręg Nancy
Okręg Nancy (fr. Arrondissement de Nancy) – okręg w północno-wschodniej Francji. Populacja wynosi 415 tysięcy.

## Podział administracyjny
W skład okręgu wchodzą następujące kantony:
- Dieulouard,
- Haroué,
- Jarville-la-Malgrange,
- Laxou,
- Malzéville,
- Nancy-Est,
- Nancy-Nord,
- Nancy-Ouest,
- Nancy-Sud,
- Neuves-Maisons,
- Nomeny,
- Pompey,
- Pont-à-Mousson,
- Saint-Max,
- Saint-Nicolas-de-Port,
- Seichamps,
- Tomblaine,
- Vandœuvre-lès-Nancy-Est,
- Vandœuvre-lès-Nancy-Ouest,
- Vézelise.